# Dobles cuerdas
En interpretación musical, dobles cuerdas se refiere a la técnica de tocar dos notas a la vez en un instrumento de cuerda como un violín, una viola, un violonchelo, o un contrabajo. Al interpretar una doble cuerda, dos cuerdas a la vez son frotadas o pulsadas (punteadas) de forma simultánea. Puede tocarse tanto con posiciones como con la cuerda al aire.
Triples cuerdas es la misma técnica pero aplicada a tres cuerdas y cuádruples cuerdas se aplica a las cuatro cuerdas.
Ejemplos de dobles cuerdas aparecen por primera vez de forma notable en el Capriccio Stravagante de Carlo Farina compuesto en 1627, y en algunas de las sonatas del op. 8 de Biagio Marini de 1629.

## Con el arco
En los instrumentos con un puente curvado, es difícil tocar con el arco más de dos cuerdas simultáneamente. Los primeros tratados dejan claro que los compositores no se esperan que se toquen las tres notas a la vez, incluso a pesar de que las notas estén escritas de forma que sugieran esto. Tocar las cuatro cuerdas a la vez es virtualmente imposible. La forma normal de tocar acordes de tres o cuatro es tocar de forma arpegiada las notas dejando sonar las más graves y pasando a las más agudas (acorde roto). Esto da la ilusión de que se han tocado a la vez. En forte, sin embargo, es posible tocar tres notas a la vez, especialmente cuando se tocan cerca del diapasón. Con esta técnica se requiere tocar con el arco con más presión de lo habitual, por lo que no puede lograrse en pasajes en piano. Esta técnica se utiliza principalmente en música de gran intensidad sonora, como en la cadenza del último movimiento del concierto para violín y orquesta de Chaikovski.

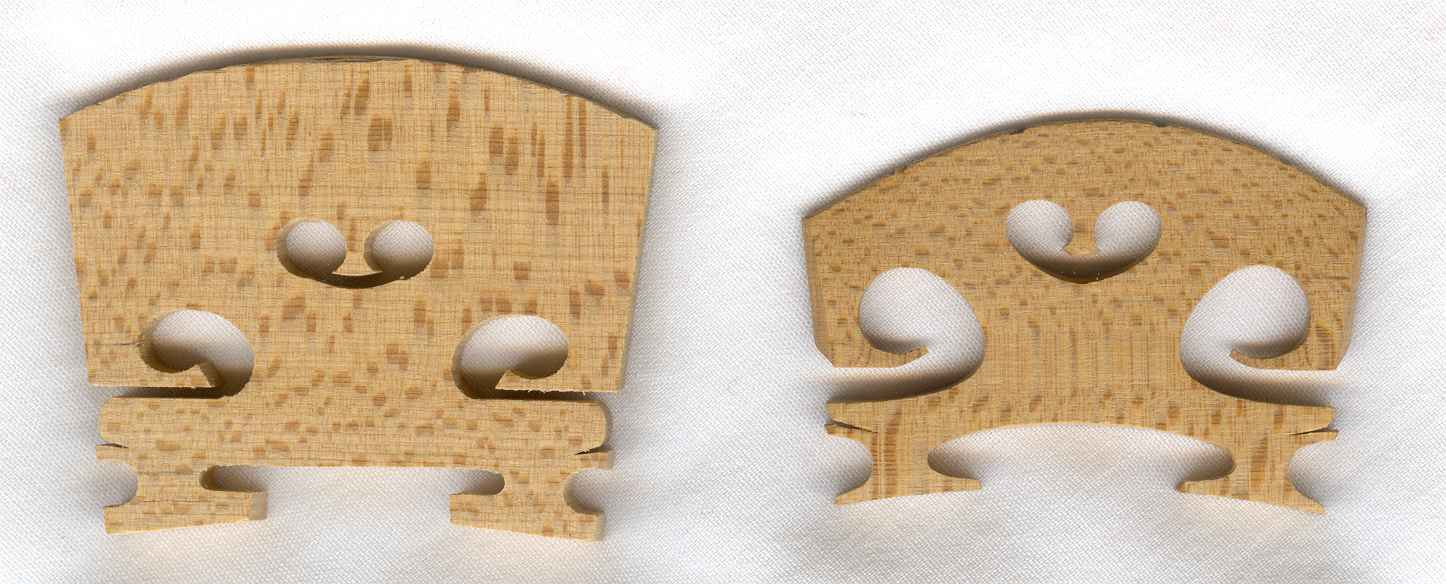
Un puente de violín inacabado y terminado.

## Notación
En acordes sostenidos de tres o cuatro notas, la nota superior o las dos notas superiores se sostienen después de tocar las notas graves como apoyaturas. A veces la cabeza de la nota (parte de la nota sin la plica) para las notas más bajas se rellenan para mostrar que son de corta duración, mientras que la cabeza de la nota para las notas que quedarán sostenidas quedan abiertos. Esta notación se produce, por ejemplo, en el inicio del cuarto movimiento de la Quinta sinfonía de Beethoven.
Las notas simultáneas en una parte individual para una sección de cuerdas puede tocarse con dobles cuerdas o las notas individuales pueden distribuirse entre distintos músicos de la sección. Si quiere perseguirse lo último se suele escribir divisi o div. sobre el pentagrama.